# Imants Bleidelis
Imants Bleidelis (Riga, 16 agosto 1975) è un ex calciatore lettone, di ruolo centrocampista.
Tra 1995 e 2007 ha vestito per 106 volte la maglia della Nazionale lettone.

## Carriera

### Club
Appena sedicenne, esordisce con lo Skonto il 19 giugno 1992, entrando in campo all'87º minuto della gara di campionato poi vinta contro il Pārdaugava. Rimane quella l'unica sua presenza stagionale, e anche l'anno successivo non è mai in campo. Nella prima parte della stagione 1994 è in prestito all'Interskonto; rientra allo Skonto ad agosto e conclude l'anno con 10 presenze.
A partire dal 1995 è titolare nel centrocampo della squadra, e gioca 20 partite realizzando 4 reti; esordisce pure in Europa, l'8 agosto contro il NK Maribor, nella gara d'andata del turno preliminare della Coppa UEFA 1995-1996. Tra 1996 e 1999 totalizza 83 presenze in Virslīga, mettendo al contempo a referto 23 reti. Con lo Skonto conquista, in otto stagioni, otto campionati nazionali e quattro Coppe di Lettonia.
Il 21 dicembre 1999 viene annunciato il suo passaggio al Southampton, club della Premier League inglese, per 650 000 sterline e la firma di un contratto triennale. Lì ritrova Marian Pahars, giunto ai Saints nel marzo 1999 dopo aver vestito per 4 anni la maglia dello Skonto. Nelle tre stagioni in terra inglese Bleidelis disputa solo cinque partite (quattro delle quali nella stagione 2000-2001), due in Premier League, due in Coppa di Lega e una in FA Cup.
Il 13 gennaio 2003 lascia il Southampton per accasarsi in prova con i danesi del Viborg; rescisso il contratto con gli inglesi, il 28 gennaio il giocatore firma un contratto biennale per il Viborg. Nel campionato 2002-2003 totalizza 2 reti in 14 presenze, raggiungendo con la squadra l'ottavo posto (su dodici squadre); nella stagione successiva viene utilizzato maggiormente, così da mettere a referto 25 presenze e due gol in Superliga. Cominciato quindi il torneo 2004-2005 con 2 reti in 15 gare, decide di non rinnovare il contratto in scadenza a gennaio: così, il 24 gennaio 2005, nonostante le offerte di club lettoni come Venta e Skonto, firma un biennale con gli austriaci del Grazer AK.

### Nazionale
Ha debuttato in Nazionale il 19 maggio 1995, in un match contro l'Estonia, valido per la Coppa del Baltico e vinto dalla Lettonia per 2-0. Da lì in poi comincia a giocare regolarmente nella rappresentativa lettone. Nel 2004, dopo che la sua Nazionale si è per la prima volta qualificata, prende parte al campionato europeo in Portogallo. Disputa da titolare tutte e tre le gare della fase a gironi, rispettivamente contro Rep. Ceca, Germania e Paesi Bassi; l'unico punto guadagnato nel pareggio con i tedeschi, però, estromette la Lettonia dall'accesso ai quarti.
Il 2 giugno 2007, in occasione della gara di qualificazione al campionato d'Europa 2008 contro la Spagna, raggiunge quota 100 presenze in Nazionale. La sua ultima presenza, la numero 106, è invece quella del 21 novembre 2007, ottenuta in un incontro con la Svezia valido anch'esso per le qualificazioni all'Europeo. Chiude la carriera internazionale con 106 presenze e 10 reti all'attivo.

## Statistiche

### Cronologia presenze e reti in nazionale
| Cronologia completa delle presenze e delle reti in nazionale ― Lettonia | Cronologia completa delle presenze e delle reti in nazionale ― Lettonia | Cronologia completa delle presenze e delle reti in nazionale ― Lettonia | Cronologia completa delle presenze e delle reti in nazionale ― Lettonia | Cronologia completa delle presenze e delle reti in nazionale ― Lettonia | Cronologia completa delle presenze e delle reti in nazionale ― Lettonia | Cronologia completa delle presenze e delle reti in nazionale ― Lettonia | Cronologia completa delle presenze e delle reti in nazionale ― Lettonia |
| Data                                                                    | Città                                                                   | In casa                                                                 | Risultato                                                               | Ospiti                                                                  | Competizione                                                            | Reti                                                                    | Note                                                                    |
| ----------------------------------------------------------------------- | ----------------------------------------------------------------------- | ----------------------------------------------------------------------- | ----------------------------------------------------------------------- | ----------------------------------------------------------------------- | ----------------------------------------------------------------------- | ----------------------------------------------------------------------- | ----------------------------------------------------------------------- |
| 19-5-1995                                                               | Riga                                                                    | Lettonia                                                                | 2 – 0                                                                   | Estonia                                                                 | Coppa del Baltico 1995                                                  | -                                                                       | 73’                                                                     |
| 21-5-1995                                                               | Riga                                                                    | Lettonia                                                                | 2 – 0                                                                   | Lituania                                                                | Coppa del Baltico 1995                                                  | -                                                                       |                                                                         |
| 3-6-1995                                                                | Porto                                                                   | Portogallo                                                              | 3 – 2                                                                   | Lettonia                                                                | Qual. Euro 1996                                                         | -                                                                       | 38’                                                                     |
| 7-6-1995                                                                | Belfast                                                                 | Irlanda del Nord                                                        | 1 – 2                                                                   | Lettonia                                                                | Qual. Euro 1996                                                         | -                                                                       | 70’                                                                     |
| 16-8-1995                                                               | Riga                                                                    | Lettonia                                                                | 3 – 2                                                                   | Austria                                                                 | Amichevole                                                              | -                                                                       |                                                                         |
| 6-9-1995                                                                | Riga                                                                    | Lettonia                                                                | 1 – 0                                                                   | Liechtenstein                                                           | Qual. Euro 1996                                                         | -                                                                       | 31’                                                                     |
| 12-3-1996                                                               | Larnaca                                                                 | Cipro                                                                   | 1 – 0                                                                   | Lettonia                                                                | Amichevole                                                              | -                                                                       | 66’                                                                     |
| 1-9-1996                                                                | Riga                                                                    | Lettonia                                                                | 1 – 2                                                                   | Svezia                                                                  | Qual. Mondiali 1998                                                     | -                                                                       |                                                                         |
| 5-9-1996                                                                | Riga                                                                    | Lettonia                                                                | 0 – 2                                                                   | Scozia                                                                  | Qual. Mondiali 1998                                                     | -                                                                       |                                                                         |
| 9-10-1996                                                               | Minsk                                                                   | Bielorussia                                                             | 1 – 1                                                                   | Lettonia                                                                | Qual. Mondiali 1998                                                     | -                                                                       |                                                                         |
| 9-11-1996                                                               | Vienna                                                                  | Austria                                                                 | 2 – 1                                                                   | Lettonia                                                                | Qual. Mondiali 1998                                                     | -                                                                       |                                                                         |
| 14-2-1997                                                               | Paralimni                                                               | Cipro                                                                   | 2 – 0                                                                   | Lettonia                                                                | Amichevole                                                              | -                                                                       | 75’                                                                     |
| 15-2-1997                                                               | Lysi                                                                    | Lettonia                                                                | 1 – 0                                                                   | Lituania                                                                | Amichevole                                                              | -                                                                       | 46’                                                                     |
| 2-4-1997                                                                | Lucerna                                                                 | Svizzera                                                                | 1 – 0                                                                   | Lettonia                                                                | Amichevole                                                              | -                                                                       |                                                                         |
| 30-4-1997                                                               | Riga                                                                    | Lettonia                                                                | 2 – 0                                                                   | Bielorussia                                                             | Qual. Mondiali 1998                                                     | -                                                                       | 46’                                                                     |
| 18-5-1997                                                               | Tallinn                                                                 | Estonia                                                                 | 1 – 3                                                                   | Lettonia                                                                | Qual. Mondiali 1998                                                     | -                                                                       |                                                                         |
| 8-6-1997                                                                | Riga                                                                    | Lettonia                                                                | 1 – 3                                                                   | Austria                                                                 | Qual. Mondiali 1998                                                     | -                                                                       | 64’                                                                     |
| 25-6-1997                                                               | Riga                                                                    | Lettonia                                                                | 4 – 1                                                                   | Andorra                                                                 | Amichevole                                                              | 2                                                                       |                                                                         |
| 10-7-1997                                                               | Vilnius                                                                 | Estonia                                                                 | 1 – 2                                                                   | Lettonia                                                                | Coppa del Baltico 1997                                                  | -                                                                       |                                                                         |
| 11-7-1997                                                               | Vilnius                                                                 | Lituania                                                                | 1 – 0                                                                   | Lettonia                                                                | Coppa del Baltico 1997                                                  | -                                                                       | 54’                                                                     |
| 19-8-1997                                                               | Riga                                                                    | Lettonia                                                                | 0 – 0                                                                   | Azerbaigian                                                             | Amichevole                                                              | -                                                                       | 46’                                                                     |
| 6-9-1997                                                                | Riga                                                                    | Lettonia                                                                | 1 – 0                                                                   | Estonia                                                                 | Qual. Mondiali 1998                                                     | -                                                                       |                                                                         |
| 10-9-1997                                                               | Solna                                                                   | Svezia                                                                  | 1 – 0                                                                   | Lettonia                                                                | Qual. Mondiali 1998                                                     | -                                                                       |                                                                         |
| 11-10-1997                                                              | Glasgow                                                                 | Scozia                                                                  | 2 – 0                                                                   | Lettonia                                                                | Qual. Mondiali 1994                                                     | -                                                                       |                                                                         |
| 6-2-1998                                                                | Ta' Qali                                                                | Georgia                                                                 | 2 – 1                                                                   | Lettonia                                                                | Amichevole                                                              | 1                                                                       |                                                                         |
| 8-2-1998                                                                | Ta' Qali                                                                | Malta                                                                   | 2 – 1                                                                   | Lettonia                                                                | Amichevole                                                              | -                                                                       | 42’                                                                     |
| 10-2-1998                                                               | Ta' Qali                                                                | Albania                                                                 | 2 – 2                                                                   | Lettonia                                                                | Amichevole                                                              | -                                                                       |                                                                         |
| 17-5-1998                                                               | Riga                                                                    | Lettonia                                                                | 1 – 5                                                                   | Israele                                                                 | Amichevole                                                              | -                                                                       | 54’                                                                     |
| 25-6-1998                                                               | Valga                                                                   | Estonia                                                                 | 0 – 2                                                                   | Lettonia                                                                | Coppa del Baltico 1998                                                  | -                                                                       | 71’                                                                     |
| 26-6-1998                                                               | Parnu                                                                   | Andorra                                                                 | 0 – 2                                                                   | Lettonia                                                                | Amichevole                                                              | 1                                                                       |                                                                         |
| 6-9-1998                                                                | Oslo                                                                    | Norvegia                                                                | 1 – 3                                                                   | Lettonia                                                                | Qual. Euro 2000                                                         | -                                                                       |                                                                         |
| 10-10-1998                                                              | Riga                                                                    | Lettonia                                                                | 1 – 0                                                                   | Georgia                                                                 | Qual. Euro 2000                                                         | -                                                                       | 51’                                                                     |
| 14-10-1998                                                              | Maribor                                                                 | Slovenia                                                                | 1 – 0                                                                   | Lettonia                                                                | Qual. Euro 2000                                                         | -                                                                       | 52’                                                                     |
| 24-2-1999                                                               | Gerusalemme                                                             | Israele                                                                 | 2 – 0                                                                   | Lettonia                                                                | Amichevole                                                              | -                                                                       | 54’                                                                     |
| 5-6-1999                                                                | Riga                                                                    | Lettonia                                                                | 1 – 2                                                                   | Slovenia                                                                | Qual. Euro 2000                                                         | -                                                                       | 59’                                                                     |
| 9-6-1999                                                                | Amarousio                                                               | Grecia                                                                  | 1 – 2                                                                   | Lettonia                                                                | Qual. Euro 2000                                                         | -                                                                       | 54’                                                                     |
| 26-6-1999                                                               | Curitiba                                                                | Brasile                                                                 | 3 – 0                                                                   | Lettonia                                                                | Amichevole                                                              | -                                                                       | 46’                                                                     |
| 4-9-1999                                                                | Tirana                                                                  | Albania                                                                 | 3 – 3                                                                   | Lettonia                                                                | Qual. Euro 2000                                                         | -                                                                       |                                                                         |
| 8-9-1999                                                                | Tbilisi                                                                 | Georgia                                                                 | 2 – 2                                                                   | Lettonia                                                                | Qual. Euro 2000                                                         | 1                                                                       |                                                                         |
| 9-10-1999                                                               | Riga                                                                    | Lettonia                                                                | 1 – 2                                                                   | Norvegia                                                                | Qual. Euro 2000                                                         | -                                                                       |                                                                         |
| 2-2-2000                                                                | Paphos                                                                  | Lettonia                                                                | 0 – 2                                                                   | Romania                                                                 | Amichevole                                                              | -                                                                       |                                                                         |
| 26-4-2000                                                               | Kaunas                                                                  | Lituania                                                                | 2 – 1                                                                   | Lettonia                                                                | Amichevole                                                              | -                                                                       |                                                                         |
| 3-6-2000                                                                | Riga                                                                    | Lettonia                                                                | 1 – 0                                                                   | Finlandia                                                               | Amichevole                                                              | -                                                                       |                                                                         |
| 16-8-2000                                                               | Riga                                                                    | Lettonia                                                                | 0 – 1                                                                   | Bielorussia                                                             | Amichevole                                                              | -                                                                       | 78’                                                                     |
| 2-9-2000                                                                | Riga                                                                    | Lettonia                                                                | 0 – 1                                                                   | Scozia                                                                  | Qual. Mondiali 2002                                                     | -                                                                       |                                                                         |
| 7-10-2000                                                               | Riga                                                                    | Lettonia                                                                | 0 – 4                                                                   | Belgio                                                                  | Qual. Mondiali 2002                                                     | -                                                                       |                                                                         |
| 15-11-2000                                                              | Serravalle                                                              | San Marino                                                              | 0 – 1                                                                   | Lettonia                                                                | Qual. Mondiali 2002                                                     | -                                                                       | 80’, 81’                                                                |
| 28-2-2001                                                               | Vaduz                                                                   | Liechtenstein                                                           | 0 – 2                                                                   | Lettonia                                                                | Amichevole                                                              | -                                                                       |                                                                         |
| 24-3-2001                                                               | Osijek                                                                  | Croazia                                                                 | 4 – 1                                                                   | Lettonia                                                                | Qual. Mondiali 2002                                                     | -                                                                       | 39’                                                                     |
| 2-6-2001                                                                | Bruxelles                                                               | Belgio                                                                  | 3 – 1                                                                   | Lettonia                                                                | Qual. Mondiali 2002                                                     | -                                                                       |                                                                         |
| 6-6-2001                                                                | Riga                                                                    | Lettonia                                                                | 0 – 1                                                                   | Croazia                                                                 | Qual. Mondiali 2002                                                     | -                                                                       | 87’                                                                     |
| 3-7-2001                                                                | Riga                                                                    | Lettonia                                                                | 2 – 0                                                                   | Estonia                                                                 | Coppa del Baltico 2001                                                  | -                                                                       | 78’                                                                     |
| 5-7-2001                                                                | Riga                                                                    | Lettonia                                                                | 4 – 1                                                                   | Lituania                                                                | Coppa del Baltico 2001                                                  | -                                                                       | 76’                                                                     |
| 15-8-2001                                                               | Riga                                                                    | Lettonia                                                                | 0 – 1                                                                   | Ucraina                                                                 | Amichevole                                                              | -                                                                       | 74’                                                                     |
| 6-10-2001                                                               | Glasgow                                                                 | Scozia                                                                  | 2 – 1                                                                   | Lettonia                                                                | Qual. Mondiali 2002                                                     | -                                                                       | 75’                                                                     |
| 14-11-2001                                                              | Riga                                                                    | Lettonia                                                                | 1 – 3                                                                   | Russia                                                                  | Amichevole                                                              | -                                                                       | 59’                                                                     |
| 27-3-2002                                                               | Hesperange                                                              | Lussemburgo                                                             | 0 – 3                                                                   | Lettonia                                                                | Amichevole                                                              | -                                                                       | 75’                                                                     |
| 17-4-2002                                                               | Ventspils                                                               | Lettonia                                                                | 2 – 1                                                                   | Kazakistan                                                              | Amichevole                                                              | -                                                                       | 57’                                                                     |
| 22-5-2002                                                               | Helsinki                                                                | Finlandia                                                               | 2 – 1                                                                   | Lettonia                                                                | Amichevole                                                              | -                                                                       | 87’                                                                     |
| 6-7-2002                                                                | Riga                                                                    | Lettonia                                                                | 2 – 0                                                                   | Azerbaigian                                                             | Amichevole                                                              | -                                                                       | 68’                                                                     |
| 21-8-2002                                                               | Riga                                                                    | Lettonia                                                                | 2 – 4                                                                   | Bielorussia                                                             | Amichevole                                                              | -                                                                       |                                                                         |
| 7-9-2002                                                                | Riga                                                                    | Lettonia                                                                | 0 – 0                                                                   | Svezia                                                                  | Qual. Euro 2004                                                         | -                                                                       |                                                                         |
| 12-10-2002                                                              | Varsavia                                                                | Polonia                                                                 | 0 – 1                                                                   | Lettonia                                                                | Qual. Euro 2004                                                         | -                                                                       |                                                                         |
| 20-11-2002                                                              | Serravalle                                                              | San Marino                                                              | 0 – 1                                                                   | Lettonia                                                                | Qual. Euro 2004                                                         | -                                                                       | 46’                                                                     |
| 12-2-2003                                                               | Adalia                                                                  | Lettonia                                                                | 2 – 1                                                                   | Lituania                                                                | Amichevole                                                              | -                                                                       | 75’                                                                     |
| 2-4-2003                                                                | Kiev                                                                    | Ucraina                                                                 | 1 – 0                                                                   | Lettonia                                                                | Amichevole                                                              | -                                                                       |                                                                         |
| 30-4-2003                                                               | Riga                                                                    | Lettonia                                                                | 3 – 0                                                                   | San Marino                                                              | Qual. Euro 2004                                                         | 2                                                                       | 83’                                                                     |
| 7-6-2003                                                                | Budapest                                                                | Ungheria                                                                | 3 – 1                                                                   | Lettonia                                                                | Qual. Euro 2004                                                         | -                                                                       | 79’                                                                     |
| 20-8-2003                                                               | Riga                                                                    | Lettonia                                                                | 0 – 3                                                                   | Uzbekistan                                                              | Amichevole                                                              | -                                                                       | 59’                                                                     |
| 6-9-2003                                                                | Riga                                                                    | Lettonia                                                                | 0 – 2                                                                   | Polonia                                                                 | Qual. Euro 2004                                                         | -                                                                       |                                                                         |
| 10-9-2003                                                               | Riga                                                                    | Lettonia                                                                | 3 – 1                                                                   | Ungheria                                                                | Qual. Euro 2004                                                         | 1                                                                       |                                                                         |
| 11-10-2003                                                              | Solna                                                                   | Svezia                                                                  | 0 – 1                                                                   | Lettonia                                                                | Qual. Euro 2004                                                         | -                                                                       |                                                                         |
| 15-11-2003                                                              | Riga                                                                    | Lettonia                                                                | 1 – 0                                                                   | Turchia                                                                 | Qual. Euro 2004                                                         | -                                                                       |                                                                         |
| 19-11-2003                                                              | Istanbul                                                                | Turchia                                                                 | 2 – 2                                                                   | Lettonia                                                                | Qual. Euro 2004                                                         | -                                                                       | 34’                                                                     |
| 18-2-2004                                                               | Larnaca                                                                 | Kazakistan                                                              | 1 – 3                                                                   | Lettonia                                                                | Amichevole                                                              | -                                                                       | 78’                                                                     |
| 21-2-2004                                                               | Larnaca                                                                 | Lettonia                                                                | 1 – 4                                                                   | Bielorussia                                                             | Amichevole                                                              | -                                                                       |                                                                         |
| 31-3-2004                                                               | Celje                                                                   | Slovenia                                                                | 0 – 1                                                                   | Lettonia                                                                | Amichevole                                                              | -                                                                       | 62’                                                                     |
| 6-6-2004                                                                | Riga                                                                    | Lettonia                                                                | 2 – 2                                                                   | Azerbaigian                                                             | Amichevole                                                              | -                                                                       | 46’                                                                     |
| 15-6-2004                                                               | Aveiro                                                                  | Rep. Ceca                                                               | 2 – 1                                                                   | Lettonia                                                                | Euro 2004                                                               | -                                                                       |                                                                         |
| 19-6-2004                                                               | Porto                                                                   | Germania                                                                | 0 – 0                                                                   | Lettonia                                                                | Euro 2004                                                               | -                                                                       |                                                                         |
| 23-6-2004                                                               | Braga                                                                   | Lettonia                                                                | 0 – 3                                                                   | Paesi Bassi                                                             | Euro 2004                                                               | -                                                                       | 83’                                                                     |
| 4-9-2004                                                                | Riga                                                                    | Lettonia                                                                | 0 – 2                                                                   | Portogallo                                                              | Qual. Mondiali 2006                                                     | -                                                                       |                                                                         |
| 8-9-2004                                                                | Lussemburgo                                                             | Lussemburgo                                                             | 3 – 4                                                                   | Lettonia                                                                | Qual. Mondiali 2006                                                     | -                                                                       | 32’                                                                     |
| 9-10-2004                                                               | Bratislava                                                              | Slovacchia                                                              | 4 – 1                                                                   | Lettonia                                                                | Qual. Mondiali 2006                                                     | -                                                                       | 86’                                                                     |
| 13-10-2004                                                              | Riga                                                                    | Lettonia                                                                | 2 – 2                                                                   | Estonia                                                                 | Qual. Mondiali 2006                                                     | -                                                                       | 81’                                                                     |
| 17-11-2004                                                              | Vaduz                                                                   | Liechtenstein                                                           | 1 – 3                                                                   | Lettonia                                                                | Qual. Mondiali 2006                                                     | -                                                                       |                                                                         |
| 8-2-2005                                                                | Strovolos                                                               | Finlandia                                                               | 2 – 1                                                                   | Lettonia                                                                | Amichevole                                                              | -                                                                       | 64’                                                                     |
| 9-2-2005                                                                | Limassol                                                                | Lettonia                                                                | 1 – 1 dts (5 - 3 dtr)                                                   | Austria                                                                 | Amichevole                                                              | -                                                                       | 25’ 46’                                                                 |
| 30-3-2005                                                               | Riga                                                                    | Lettonia                                                                | 4 – 0                                                                   | Lussemburgo                                                             | Qual. Mondiali 2006                                                     | 1                                                                       | 66’                                                                     |
| 4-6-2005                                                                | San Pietroburgo                                                         | Russia                                                                  | 2 – 0                                                                   | Lettonia                                                                | Qual. Mondiali 2006                                                     | -                                                                       |                                                                         |
| 8-6-2005                                                                | Riga                                                                    | Lettonia                                                                | 1 – 0                                                                   | Liechtenstein                                                           | Qual. Mondiali 2006                                                     | 1                                                                       |                                                                         |
| 17-8-2005                                                               | Riga                                                                    | Lettonia                                                                | 1 – 1                                                                   | Russia                                                                  | Qual. Mondiali 2006                                                     | -                                                                       |                                                                         |
| 3-9-2005                                                                | Tallinn                                                                 | Estonia                                                                 | 2 – 1                                                                   | Lettonia                                                                | Qual. Mondiali 2006                                                     | -                                                                       |                                                                         |
| 7-9-2005                                                                | Riga                                                                    | Lettonia                                                                | 1 – 1                                                                   | Slovacchia                                                              | Qual. Mondiali 2006                                                     | -                                                                       |                                                                         |
| 16-8-2006                                                               | Mosca                                                                   | Russia                                                                  | 1 – 0                                                                   | Lettonia                                                                | Amichevole                                                              | -                                                                       |                                                                         |
| 2-9-2006                                                                | Riga                                                                    | Lettonia                                                                | 0 – 1                                                                   | Svezia                                                                  | Qual. Euro 2008                                                         | -                                                                       |                                                                         |
| 6-9-2006                                                                | Hesperange                                                              | Lussemburgo                                                             | 0 – 0                                                                   | Lettonia                                                                | Amichevole                                                              | -                                                                       | 82’                                                                     |
| 7-10-2006                                                               | Riga                                                                    | Lettonia                                                                | 4 – 0                                                                   | Islanda                                                                 | Qual. Euro 2008                                                         | -                                                                       | 46’                                                                     |
| 28-3-2007                                                               | Vaduz                                                                   | Liechtenstein                                                           | 1 – 0                                                                   | Lettonia                                                                | Qual. Euro 2008                                                         | -                                                                       |                                                                         |
| 2-6-2007                                                                | Riga                                                                    | Lettonia                                                                | 0 – 2                                                                   | Spagna                                                                  | Qual. Euro 2008                                                         | -                                                                       | 86’                                                                     |
| 6-6-2007                                                                | Riga                                                                    | Lettonia                                                                | 0 – 2                                                                   | Danimarca                                                               | Qual. Euro 2008                                                         | -                                                                       | 66’                                                                     |
| 22-8-2007                                                               | Riga                                                                    | Lettonia                                                                | 1 – 2                                                                   | Moldavia                                                                | Amichevole                                                              | -                                                                       | 59’                                                                     |
| 8-9-2007                                                                | Riga                                                                    | Lettonia                                                                | 1 – 0                                                                   | Irlanda del Nord                                                        | Qual. Euro 2008                                                         | -                                                                       |                                                                         |
| 12-9-2007                                                               | Oviedo                                                                  | Spagna                                                                  | 2 – 0                                                                   | Lettonia                                                                | Qual. Euro 2008                                                         | -                                                                       | 69’                                                                     |
| 17-11-2007                                                              | Riga                                                                    | Lettonia                                                                | 4 – 1                                                                   | Liechtenstein                                                           | Qual. Euro 2008                                                         | -                                                                       | 82’                                                                     |
| 21-11-2007                                                              | Stoccolma                                                               | Svezia                                                                  | 2 – 1                                                                   | Lettonia                                                                | Qual. Euro 2008                                                         | -                                                                       | 43’                                                                     |
| Totale                                                                  |                                                                         | Presenze (4º posto)                                                     | 106                                                                     |                                                                         | Reti                                                                    | 10                                                                      |                                                                         |

## Palmarès

### Club

#### Competizioni nazionali
- Campionato lettone: 8

Skonto: 1992, 1993, 1994, 1995, 1996, 1997, 1998, 1999
- Coppa di Lettonia: 3

Skonto: 1992, 1995, 1997, 1998